# Zbigniew Starak
Zbigniew Starak (ur. 11 marca 1915 w Bydżowie pod Pragą, zm. 23 sierpnia 1993) – podpułkownik ludowego Wojska Polskiego.

## Życiorys
Był synem oficera kawalerii cesarskiej i królewskiej armii. W Zamościu ukończył Gimnazjum, im. hetmana Jana Zamoyskiego, a w 1939 Szkołę Podchorążych Kawalerii w Centrum Wyszkolenia Kawalerii w Grudziądzu. Skierowany do 23 pułku Ułanów Grodzieńskich w Postawach, w którym walczył do jego rozwiązania 27 września 1939. Oficer ZWZ–AK w Zamościu i Gródku Jagiellońskim w latach 1939–1944.
Ochotniczo zgłosił się w połowie sierpnia 1944 do 1 Samodzielnej Brygady Kawalerii 1 Armii Wojska Polskiego, w której służył na stanowisku dowódcy plutonu ckm w 2 pułku ułanów. Dowodził 1 marca 1945 roku około 220–osobową grupą konną złożoną z dwóch szwadronów 3 pułku ułanów 1 Brygady Kawalerii i 2 baterii z 4 dywizjonu artylerii konnej w ostatniej szarży kawalerii polskiej pod Borujskiem w pobliżu Wałcza. Kawalerzyści wykorzystali jar i przedostali się w rejon, w którym operowały polskie czołgi, które minęli i uderzyli na zaskoczonych Niemców na wysuniętych placówkach. Większość Niemców poległa. Następnie wraz z czołgami i piechotą zaatakowali wieś i ostatecznie złamali opór przeciwnika. Została w ten sposób zdobyta pozycja ryglowa Wału Pomorskiego.
Szef Wydziału Operacyjnego Sztabu 1 Warszawskiej Dywizji Kawalerii we wrześniu 1945.
W maju 1947 dowódca jednostki Wojsk Ochrony Pogranicza w Ustroniu w Beskidzie Śląskim, a następnie szef Wydziału Operacyjnego 11 Zmechanizowanej Dywizji Piechoty w latach 1948–1949. W latach 1950–1958 dowodził oddziałem Wojskowego Korpusu Górniczego w Katowicach i Bytomiu. Pełnił służbę w Akademii Sztabu Generalnego w Rembertowie w latach 1958–1960, a w następnych latach zastępca kierownika Studium Wojskowego Szkoły Głównej Gospodarstwa Wiejskiego w Warszawie. Kierownik Studium Wojskowego Uniwersytetu Warszawskiego od 1967 i kierownik Studium Wojskowego SGGW od 1970 do 1973, w którym to roku przeszedł w stan spoczynku. Pochowany na wojskowych Powązkach (kwatera BII-13-6).
Zbigniew Starak pozował Mieczysławowi Naruszewiczowi do rzeźby kawalerzysty będącej elementem Pomnika Tysiąclecia Jazdy Polskiej w Warszawie.

## Awanse
- podporucznik – 1939
- porucznik – 2 maja 1945
- rotmistrz – wrzesień 1945
- major – lipiec 1946
- podpułkownik – 1952